# شهرآشوب امیرشاهی
شهرآشوب امیرشاهی (۱۳۸۱-۱۳۱۳) نویسنده، مترجم و روزنامه‌نگار ایرانی بود. او در دوره اول نشریه آیندگان ادبی سردبیری آن را برعهده داشت. وی یکی از اعضای کانون نویسندگان ایران بود.

## زندگی شخصی
شهرآشوب امیرشاهی فرزند مولود خانلری و امیر امیرشاهی و خواهر بزرگتر مهشید امیرشاهی بود. او همچنین مادر پوریا امیرشاهی، نماینده حوزه انتخابیه پاریس در پارلمان فرانسه است.

## فعالیت سیاسی
امیرشاهی در دوران جوانی به عضویت سازمان جوانان حزب توده ایران درآمد ولی پس از کودتای ۲۸ مرداد از فعالیت سیاسی کناره گیری کرد و تا پایان عمر عضو هیچ حزب و سازمان دیگری نشد. او پیش از انقلاب مدتی ممنوع‌القلم شده بود و یکبار هم از سوی مأموران ساواک مورد ضرب و شتم قرار گرفت.

## روزنامه‌نگاری
امیرشاهی در دهه ۵۰ به عنوان روزنامه‌نگاری شناخته شده با بسیاری از نشریات چاپ تهران نظیر مجلات فرهنگ و زندگی، رودکی و آیندگان همکاری می‌کرد. او سردبیر آیندگان ادبی ضمیمه هفتگی آیندگان بود و پس از تعطیلی این نشریه به فرانسه مهاجرت کرد.

## آثار
امیرشاهی همچنین چند کتاب از زبان فرانسه به زبان پارسی برگردانده است:
- خ‍اطرات ام‍ی‍د: ت‍ج‍دی‍د ح‍ی‍ات ۱۹۶۲ - ۱۹۵۸ / شارل دوگل
- سفر به نهایت شب اثر لویی-فردینان سلین، در همکاری با احمد شاملو[۸]

## مرگ
شهرآشوب امیرشاهی بر اساس آگهی منتشرشده در روزنامه فرانسوی لوموند در روز سه‌شنبه ۱۴ خرداد ۱۳۸۱ درگذشت.